# Daniel Sundberg

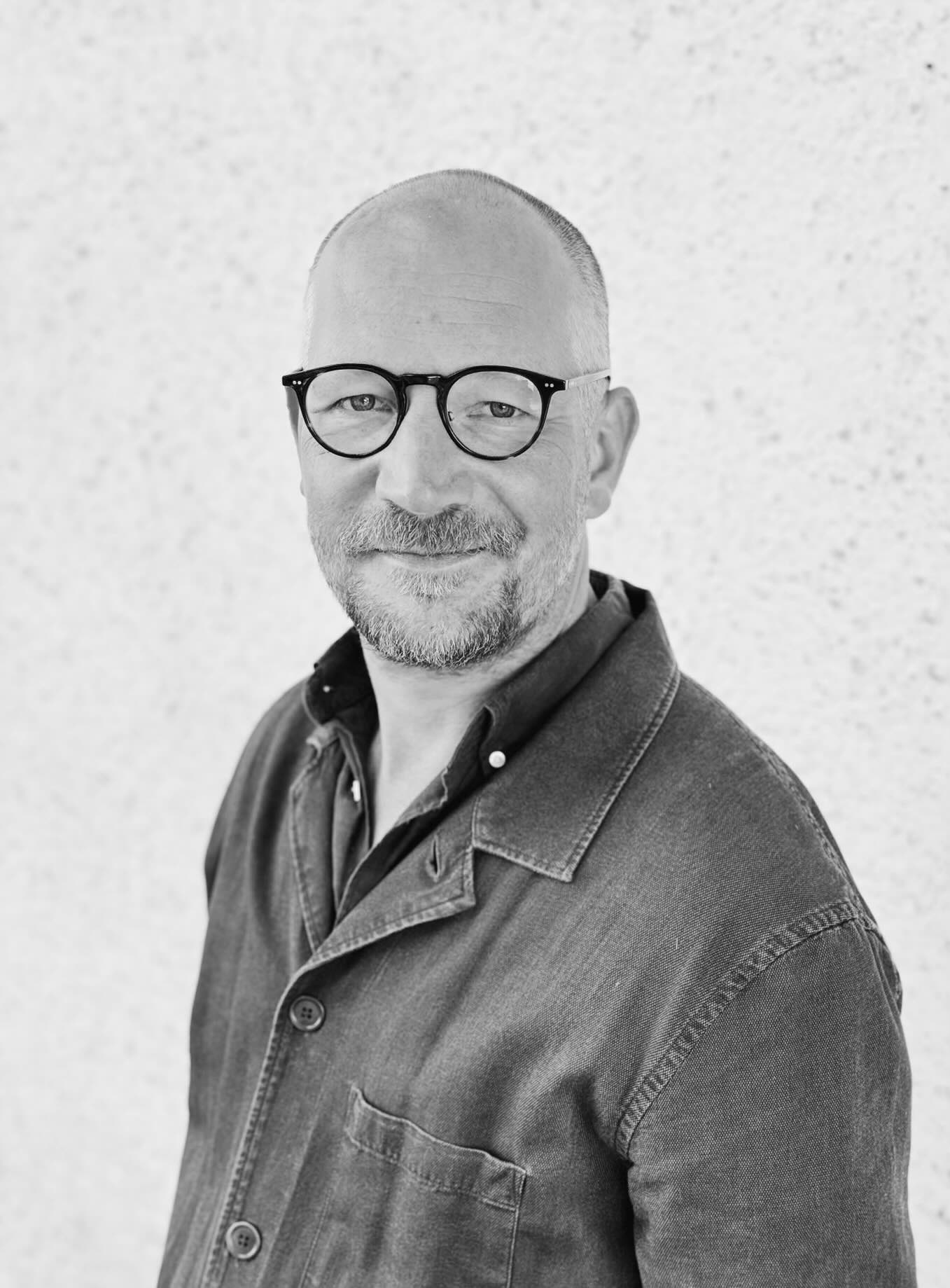

Daniel Sundberg, född 14 december 1971 i Växjö, är en svensk professor i pedagogik vid Linnéuniversitetet. Han verkar som skolforskare, lärare och forskningsledare för forskningsmiljön Studies in Curriculum, Teaching and Evaluation. Han är expert i skolfrågor åt bland annat Skolverket, Utbildningsdepartementet, Skolinspektionen och Universitetskanslerämbetet och är författare till en rad fackböcker om svensk skola. 

## Biografi
Sundberg disputerade vid dåvarande Växjö universitet år 2005 med avhandlingen "Skolreformernas dilemman - Kampen om tid i den svenska obligatoriska skolan". Avhandlingen behandlar tidsförhållanden i skolan, historiska och samtida, utifrån ett läroplansteoretiskt perspektiv. 
Sundberg har sedan arbetat med forskning och undervisning inom läroplansteori och didaktik. Han har med kollegor särskilt arbetat med stora forskningsöversikter och med att sammanfatta det internationella forskningsläget inom olika kunskapsområden relaterat till svensk skola och utbildning. Den s.k. Utmärkt-serien av forskningsöversikter vänder sig till pedagogiskt yrkesverksamma och studerande, politiker och tjänstemän samt skolintresserade med aktuell forskning. 
Sundberg installerades som professor vid Linnéuniversitet 2016, där han sedermera arbetar med att utveckla pedagogik som vetenskap och en forskningsbaserad kunskap om utbildning och skola. Bland annat ansvarar han för Forskningsfronter, en databas för installationsföreläsningar inom det pedagogiska kunskapsområdet som sträcker sig bakåt till den första professuren i pedagogik, Bertil Hammer, 1910. Han undervisar i pedagogik, lärarutbildning och rektorsprogram kring styrning, ledning, undervisning och utveckling av/i skolan. 
Sundberg var huvudredaktör (2018-2024) för tidskriften Pedagogisk forskning i Sverige.